# Епархия Луса

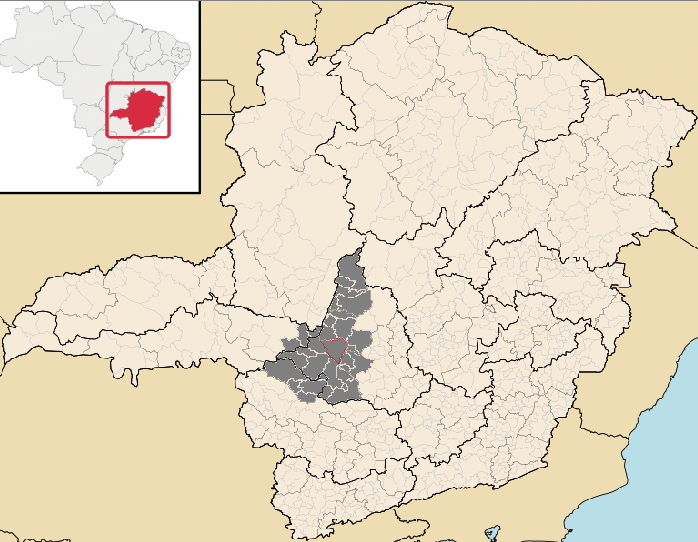
Епархия Луса.

Regional CNBB Leste 2.

 Епархия Луса  (лат. Dioecesis Luceatina) — епархия Римско-Католической церкви с центром в городе Лус, Бразилия. Епархия Луса входит в митрополию Белу-Оризонти. Кафедральным собором епархии Луса является церковь Пресвятой Девы Марии.

## История
18 июля 1918 года Святой Престол учредил епархию Атеррады, выделив её из архиепархии Марианы и епархии Уберабы.
11 июля 1958 года епархия Атеррады передала часть своей территории епархии Дивинополиса.
5 декабря 1960 года епархия Атеррады была переименована в епархию Луса.

## Ординарии епархии
- епископ Manoel Nunes Coelho (10.06.1920 — 8.07.1967)
- епископ Belchior Joaquim da Silva Neto (9.07.1967 — 18.05.1994)
- епископ Eurico dos Santos Veloso (18.05.1994 — 28.11.2001)
- епископ Antônio Carlos Félix (5.02.2003 — 6.03.2014), назначен епископом Говернадор-Валадариса
  - Sede Vacante

## Источник
- Annuario Pontificio, Ватикан, 2005